# Alan Sillitoe

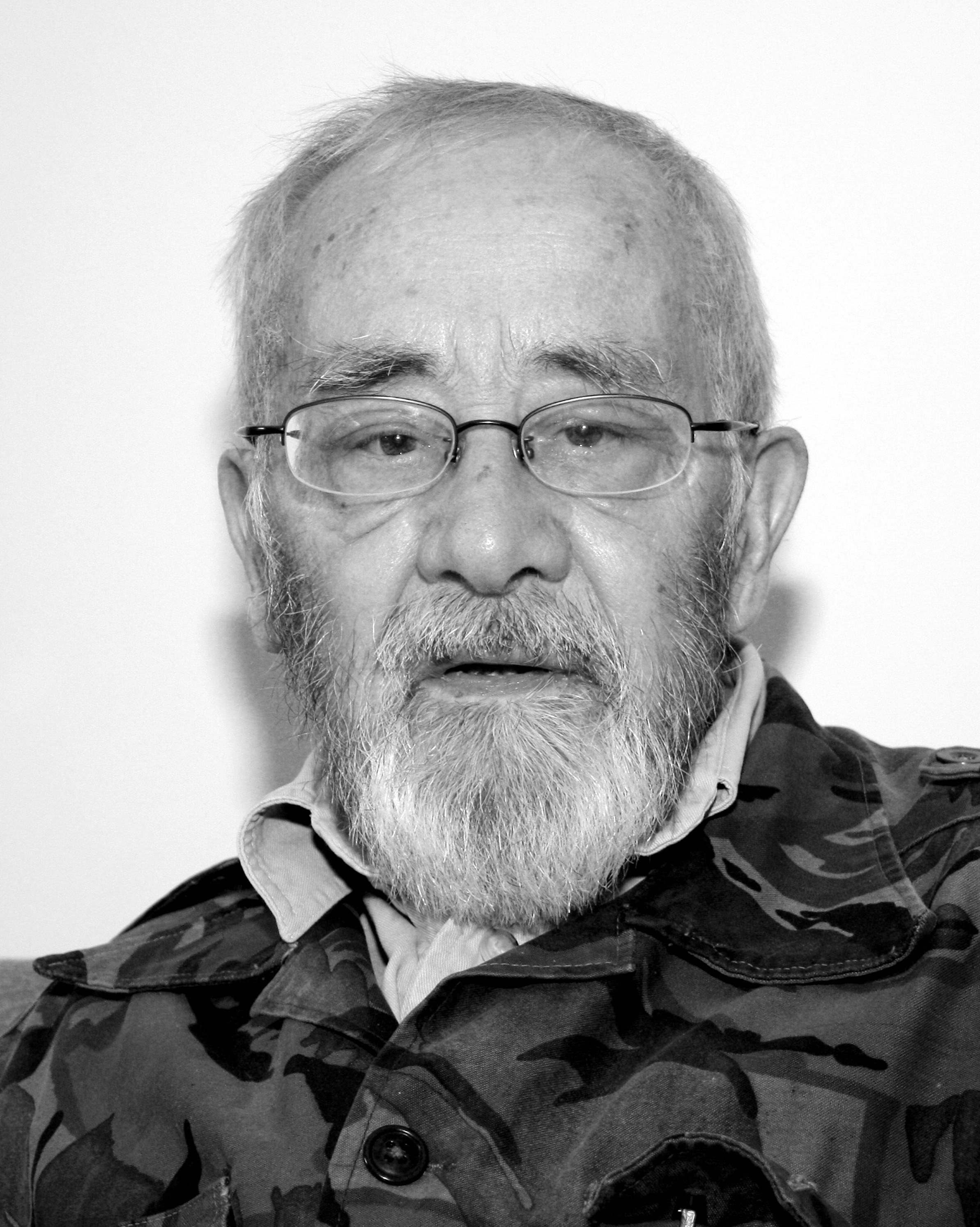
Alan Sillitoe in 2009

Alan Sillitoe (Nottingham, 4 maart 1928 - Londen, 25 april 2010) was een Brits schrijver. Hij wordt tot de Angry Young Men gerekend, hoewel het Sillitoe, zoals hij zelf zei, minder om de klassenstrijd ging dan om de individuele lotgevallen van eenvoudige mensen.

## Achtergrond
Sillitoe groeide op in Nottingham in een gezin met vijf kinderen. Zijn vader werkte in de fietsenfabriek van Raleigh en was analfabeet. De jonge Alan had een grote voorliefde voor boeken, maar kon van thuis uit niet in zijn literaire aspiraties ondersteund worden. Hij ging op zijn veertiende werken in dezelfde fabriek als zijn vader. In 1946 nam hij dienst bij de Royal Air Force en werd als radiobedieningsman gestationeerd in Maleisië. Terug in Europa bleek hij besmet met tuberculose, daardoor was hij gedurende 16 maanden opgenomen in een RAF-sanatorium. In die tijd schreef hij reeds gedichten en verhalen. Hij ging, voorzien van een klein RAF-pensioen, in Zuid-Europa wonen om geheel van de longaandoening te herstellen.

## Auteur
Vanaf 1953 bood hij werk aan bij uitgevers, maar het duurde tot 1958 vooraleer hij zijn eerste roman gepubliceerd kreeg. Saturday Night and Sunday Morning: een boek waaraan hij in 1955 op Majorca begonnen was, onder de titel The Adventures of Arthur Seaton. De belevenissen van deze antiheld zijn autobiografisch gekleurd. Sillitoe schrijft over het bestaan van de Engelse arbeidersklasse van kort na de oorlog en maakt hierbij van zijn eigen ervaringen gebruik. De sobere schrijfstijl herinnert aan Ernest Hemingway; Sillitoe schildert de uitzichtloosheid van een arbeidersklasse die weliswaar over enige financiële middelen beschikt, maar zich in wezen dood verveelt en zich elke week verdooft met alcohol. Het door zijn lusten gestuurde hoofdpersonage, de onverschillige Arthur, die het met alle mogelijke getrouwde vrouwen aanlegt, voert zichzelf onontkoombaar naar het punt waarop hij met zijn hoofd tegen de muur loopt en domweg door bedrogen echtgenoten in elkaar wordt geslagen. Ondanks dit sombere verhaal vindt men, her en der in het boek verspreid, staaltjes van laconieke galgenhumor. In 1960 werd het boek verfilmd met Albert Finney in de hoofdrol.

## Erkenning
In 1959 ontving hij de Hawthornden Prize voor zijn tweede roman, The Loneliness of the Long-Distance Runner, over een jongen met een gave voor de duurloopsport die in een jeugdgevangenis zit. 
De Nottingham Trent University verleende Sillitoe in 1990  een eredoctoraat. Zijn autobiografie, Life without Armour, werd in 1995 door de literatuurkritiek goed ontvangen.
Sillitoe was gehuwd met de Amerikaanse dichteres Ruth Fainlight, met wie hij twee kinderen had. Hij overleed op 82-jarige leeftijd aan kanker.

## Werken (selectie)
- 1958 - Saturday Night and Sunday Morning
- 1959 - The Loneliness of the Long-Distance Runner
- 1960 - The Rats and Other Poems
- 1961 - Key to the Door
- 1964 - Guzman, Go Home
- 1964 - Road to Volgograd
- 1965 - The Death of William Posters
- 1967 - A Tree on Fire
- 1970 - A Start in Life
- 1971 - Travels in Nihilon
- 1974 - The Flame of Life
- 1976 - The Widower's Son
- 1979 - The Storyteller
- 1983 - The Lost Flying Boat
- 1984 - Departure. Poems 1974-1984
- 1989 - The Open Door
- 1990 - Last Loves
- 1993 - Snowstop
- 1995 - Life without Armour (autobiografie)
- 1998 - The Broken Chariot
- 2000 - The German Numbers Woman
- 2004 - A Man of his Time

- Bibsys: 90072113
- Biblioteca Nacional de España: XX1013115
- Bibliothèque nationale de France: cb120129687 (data)
- Catàleg d'autoritats de noms i títols de Catalunya: 981058514877906706
- CiNii: DA0028206X
- Gemeinsame Normdatei: 118765396
- International Standard Name Identifier: 0000 0001 2103 7097
- Library of Congress Control Number: n80032739
- Nationale Bibliotheek van Letland: 000031671
- Bibliotheek van het Japanse parlement: 00456584
- Nationale Bibliotheek van Tsjechië: jn19990007958
- Nationale bibliotheek van Australië: 36191853
- Nationale Bibliotheek van Israël: 987007271056105171
- Nationale Bibliotheek van Polen: a0000001153928
- Nationale en Universitaire bibliotheek Zagreb: 000185557
- Nederlandse Thesaurus van Auteursnamen: 068350430
- Réseau des bibliothèques de Suisse occidentale: 02-A003831848
- Istituto Centrale per il Catalogo Unico: CFIV010216
- LIBRIS: 225263
- SNAC: w63n5r60
- Système universitaire de documentation: 028256549
- Virtual International Authority File: 108199065
- WorldCat: E39PBJcBXmjYjCXWchDT7KH3cP